# صحيح ابن حبان
صحيح ابن حبان هو كتاب من كتب الحديث النبوي المشهورة ألفه الحافظ محمد بن حبان بن أحمد بن حبان بن معاذ بن مَعْبدَ، التميمي، أبو حاتم، الدارمي، البُستي (المتوفى: 354هـ)

## شروطه في راوي الحديث
اشترط ابن حبان في صحيحه توفر خمسة أشياء في كل راوي من رواته لكي يحكم بصحة الحديث أو ضعفه وهي:
1. العدالة في الدين بالستر الجميل
2. الصدق في الحديث بالشهرة فيه
3. العقل بما يحدث من الحديث
4. العلم بما يحيل من معاني ما يروي
5. المتعرى خبره عن التدليس

وقد شرح في مقدمة صحيحه الطريقة التي اتبعها لمعرفة الخصال الخمسة في الراوي بالتفصيل
كما ذكر أنه مر على أكثر من الفين شيخ و لم يروِ في صحيحه إلا عن مائة وخمسين شيخاً توفرت فيهم الخصال الخمسة.

## القدح في رواته
يرد ابن حبان عن الكثير ممن قدح في بعض رواته في صحيحه فقال:
"أروي في هذا الكتاب واحتج بمشايخ قد قدح فيهم بعض أئمتنا مثل
سماك بن حرب
وداود بن أبي هند
ومحمد بن إسحاق بن يسار
وحماد بن سلمة .
وأبي بكر بن عياش
وغيرهم ممن تنكب عن رواياتهم بعض أئمتنا واحتج بهم البعض فمن صح عندي منهم بالبراهين الواضحة وصحة الاعتبار على سبيل الدين أنه ثقة احتججت به ولم أعرج على قول من قدح فيه ومن صح عندي بالدلائل النيرة والاعتبار الواضح على سبيل الدين أنه غير عدل لم أحتج به".

## ما فيه من الكتب
رتب ابن حبان صحيحه على طريقة ابتكرها سماها التقاسيم والأنواع وبقي الكتاب كذلك يصعب الوصول إلى أحاديثه حتى جاء ابن بلبان فرتبه حسب الكتب والأبواب وسماه: الإحسان في تقريب صحيح ابن حبان. وقد جاء ترتيب ابن حبان كالتالي: 
1. كتاب الوحي
2. كتاب الإسراء
3. كتاب العلم
4. كتاب الإيمان
5. كتاب البر والإحسان
6. كتاب الرقائق
7. كتاب الطهارة
8. كتاب الصلاة
9. كتاب الجنائز وما يتعلق بها مقدما أو مؤخرا
10. تتمة كتاب الصلاة
11. كتاب الزكاة
12. كتاب الصوم
13. كتاب الحج
14. كتاب النكاح
15. كتاب الرضاع
16. كتاب الطلاق
17. كتاب العتق
18. كتاب النذور
19. كتاب الحدود
20. كتاب السير
21. كتاب اللقطة
22. كتاب الوقف
23. كتاب البيوع
24. كتاب الحجر
25. كتاب الحوالة
26. كتاب الكفالة
27. كتاب القضاء
28. كتاب الشهادات
29. كتاب الدعوى
30. كتاب الصلح
31. كتاب العارية
32. كتاب الهبة
33. كتاب الرقبي والعمري
34. كتاب الإجارة
35. كتاب الغصب
36. كتاب الشفعة
37. كتاب المزارعة
38. كتاب إحياء الموات
39. كتاب الأطعمة
40. كتاب الأشربة
41. كتاب اللباس وآدابه
42. كتاب الزينة والتطييب
43. كتاب الحظر والإباحة
44. كتاب الصيد
45. كتاب الذبائح
46. كتاب الأضحية
47. كتاب الرهن
48. كتاب الجنايات
49. كتاب الفرائض
50. كتاب الرؤيا
51. كتاب الطب
52. كتاب الرقى والتمائم
53. كتاب العدوي والطيرة والفال
54. كتاب النجوم والانواء
55. كتاب الكهانة والسحر
56. كتاب التاريخ
57. كتاب إخباره عن مناقب الصحابة رجالهم ونسائهم بذكر أسمائهم رضوان الله عليهم أجمعين إلى النهاية

## شيوخ ابن حبان في صحيحه
وعدد المرويات في طبعة دار التأصيل هو (7535) وعدد الشيوخ (200)،
| التسلسل | الشيخ                     | عدد مروياته |
| ------- | ------------------------- | ----------- |
| 1       | أبو يعلى                  | 1189        |
| 2       | الحسن بن سفيان            | 838         |
| 3       | أبو خليفة الجمحي          | 747         |
| 4       | ابن شيرويه                | 483         |
| 5       | محمد بن الحسن العسقلاني   | 474         |
| 6       | عمر بن محمد بن بجير       | 385         |
| 7       | عبد الله بن محمد بن سلم   | 322         |
| 8       | ابن خزيمة                 | 316         |
| 9       | عمر بن سعيد المنبجي       | 295         |
| 10      | عمران الجرجاني            | 238         |
| 11      | محمد بن إسحاق السراج      | 179         |
| 12      | أبو عروبة الحراني         | 170         |
| 13      | الحسين بن إدريس           | 145         |
| 14      | محمد بن عبد الرحمن السامي | 110         |
| 15      | الحسين بن عبد الله الأزرق | 104         |
| 16      | محمد بن أحمد النسوي       | 100         |